# Бой при Базарджике (1828)
Бой при Базарджике — одно из боевых столкновений во время Русско-турецкой войны 1828—1829 гг., которое произошло близ Базарджика (совр. город Добрич, Болгария) 25 июня (7 июля) 1828 года между частями генерал-майора Акинфьева из авангарда российской армии и отрядами османских войск Гассан-паши и Али-шах-паши.
С падением Браилова, Мачина, Гирсова, Кюстенджи и Тульчи освобождались войска 3-го и 7-го корпусов. В 20-х числах июня главнокомандующий российскими войсками на Балканском ТВД генерал-фельдмаршал Витгенштейн мог располагать для наступательных действий до 45 тысяч человек. Для наступления предпочтительным было направление не Варну, так как сохранялась связь с флотом; кроме того, овладение Варной открывало кратчайший и удобнейший путь через Балканы (дорога Варна — Дервиш-Джован — Бургас). Российским командованием было решению наступать от Карасу к Варне и одновременно осадить Силистрию.
24 июня главные силы армии двинулись от Карасу на Базарджик; 25 июня колонна генерал-майора Акинфьева из авангарда генерал-лейтенанта Ф. В. Ридигера занял Базарджик и расположился впереди его по дорогам, ведущим в Варну, Шумлу и Силистрию.

## Ход боя
Едва передовой отряд генерал-майора Кирсанова (500 казаков и несколько эскадронов Александрийского гусарского полка) успел около 2 часов пополудни занять позицию, как был атакован османской конницей Гассан-паши и Али-шах-паши. Благодаря прибытию отряда генерал-майор Акинфьева атака противника была отбита. Попытка турок обойти левый фланг Акинфьева была отражена в 4 часа дня огнём артиллерии и контратакой Александрийского гусарского полка.
В 7 часов вечера перестрелка прекратилась, и бой, казалось, закончился, когда около восьми тысяч турецкой конницы, выехав из леса, внезапно снова атаковали отряд Акинфьева. Хотя был открыт огонь из орудий, турки прорвавшись сквозь вторую линию пехоты, потеснили пять эскадронов улан, стоявших позади неё, и захватили несколько орудий.
Прибытие 19-го и 20-го егерских полков, построенных в каре, спасло ситуацию. Совместной атакой егерей и вернувшихся в бой улан удалось отбросить османскую конницу и отбить орудия. Турки не осмеливались более возобновлять нападения и отошли к лесу, заняв высоты аванпостами, а ночью ушли по дороге к Шумле.
В результате боя русские потеряли 22 человека убитыми и 48 ранеными. Победителями было найдено на дороге более 200 тел противника.
После Базарджикского дела передовой отряд главного авангарда был послан вперед под командой генерал-майора Кирсанова для обнаружения войск противника.